# Neurovision
Albums de Telex
Looking for St. Tropez
(1979) Sex
(1981)
Singles
1. Euro-Vision
Sortie : février / mars 1980
2. We Are All Getting Old
Sortie : 1980

Neurovision est le deuxième album studio du groupe Telex, paru en 1980. 
L'album contient la chanson Euro-Vision avec laquelle Telex participa au Concours Eurovision de la chanson en terminant parmi les derniers avec 10 points du Portugal.
La pochette de l'album est réalisée par l'illustrateur belge Ever Meulen.

## Liste des chansons

### Album original
| No  | Titre                                | Durée |
| --- | ------------------------------------ | ----- |
| 1.  | We Are All Getting Old               | 3:42  |
| 2.  | My Time                              | 4:22  |
| 3.  | Tour de France                       | 4:05  |
| 4.  | Euro-Vision                          | 2:43  |
| 5.  | Plus de distances                    | 3:31  |
| 6.  | Dance to the Music                   | 4:16  |
| 7.  | Réalité                              | 3:34  |
| 8.  | Cliché                               | 0:45  |
| 9.  | A/B                                  | 3:23  |
| 10. | En route vers de nouvelles aventures | 3:38  |
| 11. | Finale                               | 0:12  |